# Pistol traumatic

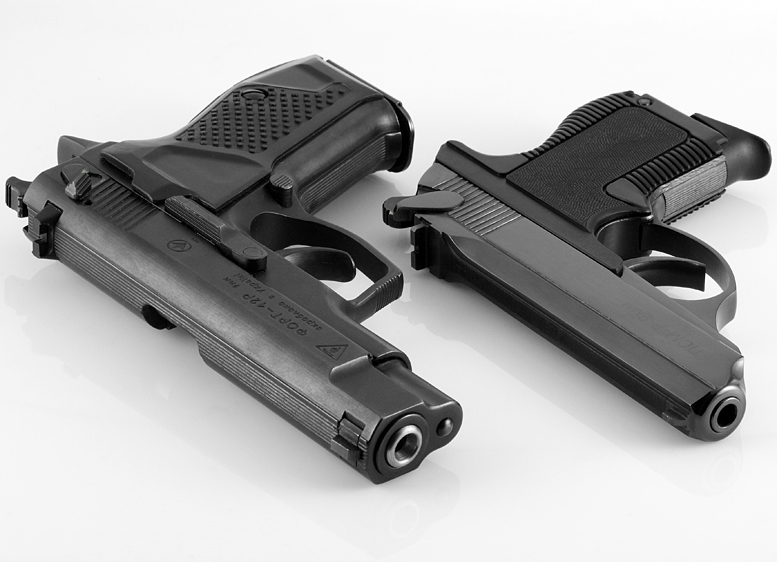
Pistol traumatic

Pistolul traumatic este o armă de foc scurtă sau armă cu aer comprimat sau gaze sub presiune, destinat autoapărării la distanțe scurte (3-5 metri). Aceste arme fac parte din categoria arme și muniții neletale.

## Legislația română
LEGEA Nr. 295 din 28 iunie 2004 privind regimul armelor și al munițiilor

EMITENT: PARLAMENTUL

PUBLICATĂ ÎN: MONITORUL OFICIAL NR. 583 din 30 iunie 2004
ART. 5

Aspecte generale privind regimul armelor

(3) Armele neletale pot fi deținute și, după caz, purtate și folosite de persoane fizice sau juridice, cu condiția înregistrării acestora la autoritățile competente, în condițiile prevăzute de prezenta lege.

(5) Evidența posesorilor de arme letale și neletale, a armelor deținute de aceștia, precum și a documentelor prin care se acordă dreptul de a le deține, purta și folosi se ține, la nivel local, de către inspectoratele de poliție județene și de către Direcția Generală de Poliție a Municipiului București, care au eliberat aceste documente, iar, la nivel central, pentru armele de apărare și pază, de către Inspectoratul General al Poliției Române.

## Modele și producători
Pistoale traumatice cu gaze sub presiune ce utilizează proiectile din cauciuc 
- Streamer 1014
- Streamer 2014
- Walther P22Т
- Walther P50T
- Walther PP
- Walther Р99Т